# Audrey Jane Gibson
 Jane Gibson (* 5. Oktober 1924 in Paris, Frankreich; † 10. Juni 2008 in Etna, New Hampshire, Vereinigte Staaten) war eine britisch-amerikanische Mikrobiologin, Biochemikerin und Hochschullehrerin. Sie war Professorin an der Cornell University und entdeckte, dass Selen für den Stoffwechsel coliformer Bakterien erforderlich ist.

## Leben und Werk
Gibson war die Tochter des Finanzbeamten Gerald Hume Saverie Pinsent und Katharine Kentisbeare, der Tochter von Sir George Radford. Sie wuchs in der Schweiz und in Devon auf und besuchte The Maynard School in Exeter.  Am Newnham College der Universität Cambridge studierte sie Biochemie bei Marjory Stephenson und erhielt 1946 einen Abschluss in Biochemie. 1949 promovierte sie bei D. Herbert am Lister Institute der University of London, wo sie als erste eine spezifische Rolle von Selen beim Bakterienwachstum entdeckte und nachwies, dass Selen für die Produktion der Formiat Dehydrogenase in coliformen Bakterien erforderlich ist.
Sie erhielt ein Stipendium des Commonwealth Fund, um bei Cornelis Bernardus van Niel am Hopkins Marine Station der Stanford University in Pacific Grove in Kalifornien zu studieren. Nach zwei Jahren in Kalifornien kehrte sie nach England in Sidney Elsdens Labor an der University of Sheffield zurück, wo sie C-Typ-Cytochrome aus photosynthetischen Bakterien isolierte und charakterisierte. In Sheffield lernte sie Quentin Gibson kennen, heiratete ihn am 16. Juli 1951 und bekam mit ihm vier Kinder. 1963 zog sie mit ihrem Ehemann an die University of Pennsylvania, wo sie zur Assistenzprofessorin für Mikrobiologie und physikalische Biochemie ernannt wurde. 1966 wechselte sie mit ihrem Ehemann an die Cornell University, wo sie beide bis zu ihrer Pensionierung im Jahr 1996 forschten.

## Forschung und Lehrtätigkeiten
An der Cornell University wurde sie zunächst in die Abteilung für Mikrobiologie berufen, 1970 zur außerordentlichen Professorin befördert und war von 1968 bis 1996 stellvertretende Vorsitzende der Abteilung. Nach der Auflösung der Abteilung für Mikrobiologie 1972 wurde sie in die Abteilung für Biochemie, Molekular- und Zellbiologie berufen und 1979 zur ordentlichen Professorin befördert.
Ihre Forschungen konzentrierten sich auf grüne photosynthetische Bakterien. Sie isolierte und beschrieb Chloroherpeton thalassium, ein grünes Schwefelbakterium, das aus Meeressedimenten in der Nähe von Woods Hole (Massachusetts) isoliert wurde. Später forschte sie mit dem violetten, schwefelfreien Phototrophen Rhodopseudomonas palustris, um den anaeroben Abbau von Benzolringen zu untersuchen, einen Prozess, der für den Abbau von Kohlenwasserstoffschadstoffen wichtig ist. Sie untersuchte auch die Wachstumsphysiologie von Cyanobakterien und war Co-Autorin einer Arbeit mit Carl Woese, in der sie zeigte, dass viele häufige gramnegative Bakterien wie E. coli evolutionär mit violetten photosynthetischen Bakterien verwandt sind.
Zusätzlich zu ihrer Lehrtätigkeit an der Cornell University war sie von 1974 bis 1977 und erneut 1980 Dozentin im Sommerkurs „Mikrobielle Ökologie“ in der Woods Hole Oceanographic Institution. Von 1983 bis 1980 war sie außerdem Mitglied des Redaktionsausschusses des Journal of Bacteriology und von 1989 bis 1995 Herausgeberin von Applied and Environmental Microbiology.
1996 gingen sie und ihr Ehemann in den Ruhestand. Sie arbeitete weiterhin als Gastwissenschaftlerin insbesondere im Labor von Caroline Harwood an der Cornell University, dann an der University of Iowa und der University of Washington und zuletzt im Labor von Deborah Hogan in Dartmouth. Zum Zeitpunkt ihres Todes reichte sie bei Applied and Environmental Microbiology eine Arbeit ein, die anschließend zur Veröffentlichung angenommen wurde. Sie setzte ihre Forschungs- und Redaktionstätigkeit in der Mikrobiologie bis kurz vor ihrem Tod in den Vereinigten Staaten fort.
Gibson starb 2008 im Alter von 83 Jahren in ihrem Haus in Etna.

## Auszeichnungen
- Fellow of the American Academy of Microbiology
- 1994: Edith Edgerton Career Teaching Award[1]

## Veröffentlichungen (Auswahl)
- The need for selenite and molybdate in the formation of formic dehydrogenase by members of the Coli-aerogenes group of bacteria. Biochem. J. 57 (1), 1954, S. 10–16. doi:10.1042/bj0570010.
- mit Carl R. Woese, George E. Fox: Do genealogical patterns in purple photosynthetic bacteria reflect interspecific gene transfer?. Nature. 283 (5743), 1980, S. 212–214. doi:10.1038/283212a0.
- mit N. Pfennig, J. B.  Waterbury:  Chloroherpeton thalassium gen. nov. et spec. nov., a non-filamentous, flexing and gliding green sulfur bacterium. Archives of Microbiology. 138 (2), 1984, S. 96–101. doi:10.1007/bf00413007.